# Таджикский государственный университет коммерции
Таджикский государственный университет коммерции — высшее учебное заведение Республики Таджикистан. Расположен в Душанбе. Создан 24 июня 1987 года Постановлением Совета Министров СССР на базе учебно-консультационного пункта Самаркандского кооперативного института в г. Душанбе, как Душанбинский филиал Новосибирского института советской кооперативной торговли. С 1991 года — Таджикский государственно-кооперативный коммерческий институт Таджикпотребсоюза. С 1993 года — Таджикский государственно-кооперативный коммерческий институт. Обучение по 12 специальностям. Около 6 тыс. студентов (2007). Около 170 преподавателей (2007).
С 2001 действует филиал в Худжанде — Институт экономики и торговли Таджикского государственного университета коммерции в г. Худжанде. Ректор — Назарзода Хайрулло Холназар

## Структура университета
В структуру университета входят 5 факультетов:
- Факультет экономики и менеджмента.
- Факультет коммерции и таможни.
- Факультет мировой экономики и права.
- Факультет банковского дела
- Заочный факультет.

В 2010 году Худжандский учебный комплекс был переобразован в Институт экономики и торговли Таджикского государственного университета коммерции в г. Худжанде.